# 조애나 캔턴
조애나 캔턴(Joanna Canton, 1978년 1월 1일 ~ )은 미국의 배우이다.
버지니아비치에서 태어났다.

## 출연 작품
- 아더 매드네스 (2015년)
- 후 더 F 이즈 버디 애플바움 (2013년)
- 헐 데미지: 퍼스트 메이트 (2012년)
- 뉴 베스트 프렌드 (2002, New Best Friend)
- 콘벤트 (2000년)
- 블루 리버 (1995년)
- 마이 티처스 와이프 (1999년) - 킴 오브라이언 역

### 텔레비전
- Once and Again (1999-2000)
- 요절복통 70 쇼 (2002-03) - 니나 역
- Out of Practice (2005)